# Kridid
Kridid (franska: Kridid (CR), Kridid (Commune Rurale), arabiska: كدية بني دغوغ) är en kommun i Marocko.   Den ligger i provinsen Sidi Bennour och regionen Casablanca-Settat, 240 km sydväst om huvudstaden Rabat. Antalet invånare är 11 113.